# Cheminas
Cheminas ist eine Gemeinde mit 413 Einwohnern (Stand 1. Januar 2022) in Frankreich. Sie liegt westlich und somit rechts der Rhône im Département Ardèche in der Region Auvergne-Rhône-Alpes und gehört zum Kanton Tournon-sur-Rhône im Arrondissement Tournon-sur-Rhône.

## Lage
Im Norden verläuft das Flüsschen Ozon und bildet auch den Stausee Lac des Meinettes.
Nachbargemeinden sind Saint-Jeure-d’Ay im Nordwesten, Eclassan im Norden, Sécheras im Osten, Lemps im Südosten, Étables im Süden und Saint-Victor im Südwesten.

## Bevölkerungsentwicklung
| Jahr                       | 1962 | 1968 | 1975 | 1982 | 1990 | 1999 | 2004 | 2013 | 2020 |
| -------------------------- | ---- | ---- | ---- | ---- | ---- | ---- | ---- | ---- | ---- |
| Einwohner                  | 295  | 270  | 212  | 206  | 193  | 226  | 246  | 355  | 404  |
| Quellen: Cassini und INSEE |      |      |      |      |      |      |      |      |      |

## Sehenswürdigkeiten
- Kirche Sainte-Philomène

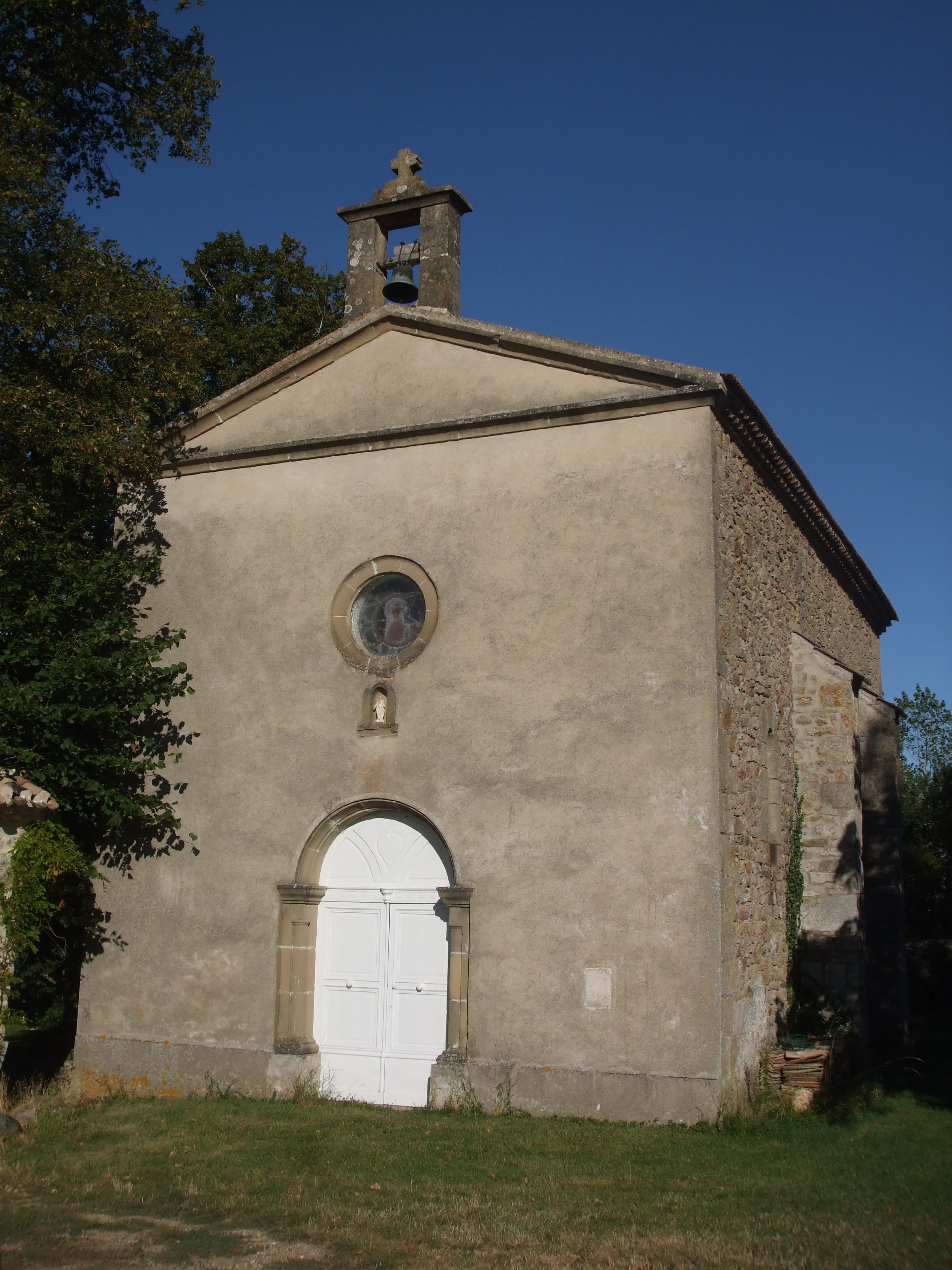
Kapelle Notre-Dame

- Kapelle Notre-Dame im Ortsteil Ceintres